# Aeroporto Tenente General Benjamín Matienzo
O Aeroporto Internacional Teniente Benjamín Matienzo (Código IATA: TUC, código OACI: SANT) é uma estação aeroportuária da província de Tucumán, Argentina, que concentra todo o tráfego aerocomercial que opera nessa província. Está localizado na localidade de Cevil Pozo, comuna de Delfín Gallo, a 10 km de San Miguel de Tucumán e aproximadamente 20 km de Yerba Buena.
Foi batizado como "Aeroporto Internacional Teniente Benjamín Matienzo" em homenagem ao piloto e militar tucumano, pioneiro da aviação na província, que tentou a façanha de cruzar pela primeira vez a Cordilheira dos Andes de avião.
Este aeroporto tem grande importância nacional como aeroporto cargueiro, sendo o segundo no país nessa categoria depois do Aeroporto de Ezeiza. Opera voos para Miami, Lima, Guarulhos e Santiago do Chile, transportando a produção tucumana de mirtilos, limões, morangos e outras frutas finas, além de produtos de exportação para a indústria de mineração. Além disso, é utilizado para voos cargueiros em eventos esportivos de alcance internacional, como o MotoGP.
Seu recorde de passageiros foi em 1988, quando seis companhias aéreas operavam quase cem voos semanais, com destinos internacionais e nacionais. Em 1988, 710.000 passageiros partiram de Tucumán; em 1998, foram 568.000 e, em 2017, 544.605.
Em outras épocas, operaram neste aeroporto companhias aéreas como Lloyd Aéreo Boliviano, Inter Austral, Aerochaco, Alfa, Alta, Dinar Líneas Aéreas, Southern Winds, American Falcon e Tapsa, LATAM Chile e LATAM Peru, a maioria das quais já desapareceu. Atualmente, operam Aerolíneas Argentinas, JetSmart, FlyBondi, ANDES (voo charter) e American Jet.
Com relação às companhias aéreas de carga, o aeroporto recebeu voos de Qatar Cargo, LATAM Cargo, ATLAS Air, AerCaribe, CargoLux, Kalitta Air, Lufthansa Cargo, Ethiopian Cargo e ANTONOV.
Em 9 de abril de 2013, a pista passou a ser denominada 02/20 (anteriormente 01/19) devido à mudança na declinação magnética (NOTAM A1067/2013).
Em meados de 2019, foi inaugurado um novo sistema ILS, substituindo um sistema anterior de 1981, que exigia manutenção frequente, aumentando os custos operacionais e impactando a operação do aeroporto em condições meteorológicas adversas. Além disso, o sistema havia sido descontinuado pelo fabricante, dificultando o suporte técnico.
Em 2020, foi realizada a modernização da Torre de Controle do Aeroporto. A torre renovada agora conta com uma nova sala de descanso para os controladores, saída de emergência conforme as normas de Segurança e Higiene, sistemas de refrigeração, sistema de combate a incêndios e equipamentos tecnológicos aprimorados.
Nos últimos anos, surgiram diversas propostas para a ampliação e modernização do aeroporto. No entanto, devido à situação econômica do país e à instabilidade política, nunca houve um acordo provincial e nacional para a execução das obras, além da dependência de investimentos da empresa concessionária Aeropuertos Argentina 2000.
Em 2017, uma proposta provincial para sua remodelação foi apresentada, e um projeto foi elaborado pelo renomado arquiteto tucumano César Pelli. No entanto, apenas a ampliação da pista foi realizada, tornando-a uma das mais longas do país. Finalmente, em 2024, foi firmado um acordo entre o governo nacional e a província de Tucumán para o investimento na remodelação do aeroporto, com um projeto próprio da Aeropuertos Argentina 2000, que atualmente está em fase de desenvolvimento para a próxima etapa da obra. O investimento total será de 58 milhões de dólares, permitindo que o terminal passe de 750.000 para 1.500.000 passageiros anuais, dobrando sua capacidade operacional. O processo licitatório já está em andamento e, em 1º de abril de 2025, serão abertas as propostas das empresas interessadas na execução da obra.
O aeroporto conta com um Depósito Fiscal, incluindo uma câmara fria de +0° a +2°, autorizada para exportação de frutas frescas pela Aeropuertos Argentina Cargas. A Terminal de Cargas de Tucumán também opera como Porto Seco, com capacidade de armazenamento para 200 pallets, três docas de carga e descarga, e espaço para espera de até dez caminhões. A autorização como Porto Seco permite a aplicação de uma metodologia de trabalho especial que agiliza os processos de controle, lacração e carregamento dos caminhões que transportarão as mercadorias para os portos marítimos para exportação.

## Companhias Aéreas e Destinos
Companhias Aéreas de Passageiros
Atualmente operam Aerolíneas Argentinas, JetSmart, FlyBondi, ANDES (voo charter) e American Jet.

### Companhias aéreas de carga
Com relação às companhias aéreas de carga, o aeroporto recebeu voos de carga da Qatar Cargo, LATAM Cargo, ATLAS Air, AerCaribe, CargoLux, Kalitta Air, Lufthansa Cargo, Ethiopian Cargo e ANTONOV.